# Ròcbaron
Ròcbaron (en francès Rocbaron) és un municipi francès situat al departament del Var i a la regió de Provença – Alps – Costa Blava.

## Demografia
| 1962                                       | 1968 | 1975 | 1982 | 1990  | 1999  | 2006  |
| ------------------------------------------ | ---- | ---- | ---- | ----- | ----- | ----- |
| 92                                         | 222  | 310  | 778  | 1.774 | 3.026 | 3.264 |
| Des de 1962: població sense dobles comptes |      |      |      |       |       |       |

## Administració
| Període   | Identitat         | Partit |
| --------- | ----------------- | ------ |
| 1947-1955 | Antoine Boyer     |        |
| 1955-1959 | Charles Trabaud   |        |
| 1959-1965 | Gorges Commarmond |        |
| 1965-1977 | Jean Boyer        |        |
| 1977-1983 | Lucien Paye       |        |
| 1983-1995 | Gilbert Mestre    |        |
| 1995-     | Jean-Claude Felix |        |